# Sidi Aïch (délégation)
Pour les articles homonymes, voir Sidi Aïch.
Sidi Aïch est une délégation tunisienne dépendant du gouvernorat de Gafsa.
En 2004, elle compte 8 297 habitants dont 4 079 hommes et 4 218 femmes répartis dans 1 765 ménages et 2 106 logements.